# Образовање о људским правима
Образовање, односно едукација о људским правима дефинише се као процес учења којим се развија потребно знање, вредности и познавање људских права. Циљ овог вида учења јесте развијање адекватне културе људских права. Процес обучава студенте да испитују своја искуства са поменутог становишта омогућавајући им да те замисли интегришу у своје вредности и доношење одлука. Према Амнести интернашоналу, образовање о људским правима је начин да се оснаже људи тако да могу створити вештине и понашање које ће промовисати достојанство и равноправност у заједници, друштву и широм света.

## Додатна литeратура
- Murphy, Fiona; Ruane, Brian (2003). „Amnesty International and human rights education”. Child Care in Practice. 9 (4): 302—307. S2CID 154390489. doi:10.1080/1357527032000169054.